# Кожански планини
Кожанските планини (на гръцки: Κοζάνης Βουνά) е планина в Кожанско, Гърция.

## Описание
Група от ниски планини/хълмове с разлика във височината спрямо околността около 300 m, които обграждат град Кожани (720 m). Скалите им са варовикови. Най-висок връх е Профитис Илияс (Προφήτης Ηλίας, в превод Пророк Илия), наричан от местното население Псилос Айлияс (Ψηλός Αηλιάς, в превод Висок Свети Илия).
В местността Палиоспита (900 m), на 6 km от Кожани има заслон, който разполага с 5 места за спане. От заслона лесно се изкачва върхът.
| Име                            | Име                                  | Височина | Местоположение             |
| ------------------------------ | ------------------------------------ | -------- | -------------------------- |
| Профитис Илияс                 | Προφήτης Ηλίας, Ψηλός Αηλιάς         | 952 m    | СЗ от Кожани               |
| Синикли, Сеникли, Ипириотика   | Ηπειρώτικα, Σινικλή, Σενικλή         | 821 m    | СИ от Кожани               |
| Каяс, Кидониес                 | Κυδωνιές, Καγιάς                     | 836 m    | ЮЗ от Кожани и И от Ватеро |
| Мандзи Рахи                    | Μαντζή Ράχη                          | 847 m    | СИ от Кожани               |
| Аридаг, Мелисовуно, Мелисовуни | Μελισσόβουνο, Μελισσοβούνι, Αρί Ντάγ | 933 m    | З от Кожани и СИ от Ватеро |
| Бука Петра                     | Μπούκα Πέτρα                         | 806 m    | СИ от Кожани               |